# FK Bosna Sarajevo
Der FK Bosna Sarajevo ist ein bosnischer Fußballverein aus Sarajevo.

## Geschichte
Der FK Bosna Sarajevo wurde im Dezember 1947 als Fußballsektion des Sportklubs USD Bosna gegründet. Die Mannschaft trat zeitweise in der zweithöchsten Spielklasse an, in der Spielzeit 1968/69 verpasste sie als Tabellendritte ihrer Staffel hinter FK Budućnost Titograd und dem FK Sutjeska Nikšić den Aufstieg in die erste Liga. Später stieg der Klub in den regionalen Spielbetrieb der Sozialistischen Republik Bosnien und Herzegowina ab.
Nach dem Zusammenbruch Jugoslawiens und der Unabhängigkeit Bosnien und Herzegowinas spielte der FK Bosna Sarajevo zeitweise in der zweitklassigen Ersten Liga der Föderation Bosnien und Herzegowina. Später stieg die Mannschaft auch hier in den lokalen Fußballbereich Sarajevos ab.
Spätere Nationalspieler oder Auslandsprofis wie Edin Bahtić, Haris Harba oder Želimir Vidović entstammen der Jugend des Klubs.